# 达沃尔利姆
达沃尔利姆（Davorlim），是印度果阿邦South Goa县的一个城镇。总人口10923（2001年）。

## 人口
该地2001年总人口10923人，其中男性5682人，女性5241人；0—6岁人口1319人，其中男668人，女651人；识字率73.32%，其中男性为78.14%，女性为68.10%。